# Thượng Quan Uyển Nhi
Thượng Quan Uyển Nhi (Phồn thể: 上官婉兒; giản thể: 上官婉儿; 664 - 21 tháng 7, 710), còn gọi là Thượng Quan Chiêu dung (上官昭容), là một trong những nữ chính trị gia nổi tiếng của lịch sử Trung Quốc vì tài năng về thơ phú, thư pháp, cũng như vai trò chính trị trong thời đại nhà Đường.
Bà được mọi người biết đến với vai trò là Nữ quan thân cận của Nữ hoàng đế Võ Tắc Thiên, giữ nhiệm vụ chuyên thảo chế và cáo cùng các sắc thư quan trọng của Võ hậu, nên người đời còn gọi bà là Cân Quắc Tể tướng (巾帼宰相; nghĩa là "Nữ Tể tướng", do cụm "Cân Quắc" ám chỉ đến nữ giới). Về sau, theo nhiều biến động chính trị, bà trở thành phi tần của Đường Trung Tông Lý Hiển, tiếp tục can dự lớn về triều chính.
Khi xảy ra Đường Long chi biến (唐隆之变), bà cùng Thái Bình công chúa cùng chung chiến tuyến phản đối Vi Thái hậu, thảo ra “Tương vương phụ chính” để giúp Đường Duệ Tông Lý Đán có chính danh, thế nhưng vẫn bị Đường Huyền Tông Lý Long Cơ xử tử vì tội chuyên quyền vượt phận.

## Tiểu sử
Thượng Quan Uyển Nhi có họ kép Thượng Quan, là người Thiểm Châu, nay là Hà Nam, Tam Môn Hiệp. Gia tộc này là một dòng dõi quý tộc lớn có từ thời Tây Hán, hậu duệ của đại thần thời Hán Chiêu Đế là Thượng Quan Kiệt (上官桀) có gốc từ vùng Thượng Khuê, Lũng Tây. Tổ phụ của Uyển Nhi tên gọi Thượng Quan Nghi (上官儀), là người đức cao vọng trọng, thời Đường Cao Tông dự vào hàng Tể tướng. Cha Uyển Nhi là Thượng Quan Đình Chi (上官庭芝), làm chức quan thị tùng cho Chu vương Lý Đán, còn mẹ bà là Trịnh phu nhân.
Năm Lân Đức nguyên niên (664), mùa đông, ông nội bà là Thượng Quan Nghi vì bí mật theo lệnh Cao Tông soạn chiếu phế truất Võ hậu mà bị Võ hậu ra chỉ trách cứ, với tội "Ly gián Nhị Thánh" và bị xét tử hình. Gia đình bà bị tru di, gồm cả cha bà là Đình Chi, riêng Trịnh phu nhân có người em trai là Trịnh Hưu Viễn (郑休远), đang làm Thiếu khanh của Thái thường tự nên được tha tội. Khi đó Trịnh phu nhân vẫn đang mang thai Uyển Nhi. Sau khi sinh ra, Uyển Nhi cùng với mẹ mình làm nô lệ trong Dịch đình.
Có rất nhiều câu chuyện được lưu truyền về Thượng Quan Uyển Nhi khi chào đời. Tương truyền trước khi bà sinh ra, Trịnh thị, mẹ của bà mơ thấy một người khổng lồ nói: "Đứa trẻ này sẽ bình lượng nhân sĩ trong thiên hạ". Vì câu nói này mà Trịnh thị cho rằng đứa trẻ sẽ là con trai. Khi sinh ra Uyển Nhi, bà không vui.

## Sự nghiệp

### Phụ tá Võ Tắc Thiên
Trong thời thơ ấu, Uyển Nhi được mẹ giáo dục văn thơ, lịch sử rất bài bản, bởi vì Trịnh thị xuất thân trong một gia đình nền nếp có lễ giáo. Lớn lên, Uyển Nhi nổi tiếng xinh đẹp, thông minh mẫn tiệp dị thường, thông thuộc thi thư, ngâm thơ, viết văn, thấu hiểu chuyện xưa nay nên mau chóng nổi tiếng trong cung. Bên cạnh đó, trong Dịch đình khi ấy thiết trí Cung trung Giáo thụ hai vị, nhận lĩnh dạy dỗ cung nhân chốn nội đình, cho nên có thể thấy Uyển Nhi ngoài sự giáo dục hoàn hảo từ mẹ mình, bà còn hẳn cũng đã qua một môi trường đào tạo bài bản và nghiêm khắc như vậy từ nhỏ, mới có thể đạt được thành tựu về kiến thức và nhận thức về sau.
Năm Nghi Phụng thứ 2 (677), Võ hậu triệu kiến Uyển Nhi, lúc này mới 13 tuổi, ra đề mục khó khăn bắt bà giải đáp. Uyển Nhi viết trôi chảy, chỉ trong giây lát đã hoàn thành, ngôn từ phong phú, hành văn hoa lệ, khiến Võ Hậu xem xong liền ban lệnh xóa bỏ thân phận nô tỳ, giao cho việc soạn thảo chiếu thư trong cung. Căn cứ mộ chí của bà, lúc năm 13 tuổi bà trở thành Tài nhân, hẳn là vì Võ hậu đã xóa bỏ thân phận nô lệ cho nên mới ban danh phận chính thức. Từ đó, Thượng Quan Uyển Nhi trở thành tâm phúc của Võ hậu, lúc nào cũng theo hầu và đảm nhận trọng trách soạn chiếu thư, ban bố mệnh lệnh từ Võ hậu.
Năm 690, Võ hậu xưng làm Hoàng đế, cướp ngôi nhà Đường, lập ra nhà Võ Chu, đặt niên hiệu Thiên Thụ (天授), trở thành vị Nữ hoàng duy nhất trong lịch sử Trung Quốc. Thượng Quan Uyển Nhi được ban làm Nội xá nhân (内舍人), trở thành tâm phúc và là người được tín nhiệm nhất của Nữ hoàng đế. Tuy nhiên, trong thời gian này, Uyển Nhi lại nghịch ý chỉ, phạm phải tội tử hình, nhưng Võ Tắc Thiên tiếc nuối tài năng của bà, đặc biệt ân xá, chỉ cho người khắc chữ lên mặt. Về sau, Uyển Nhi đã khắc phục vết khắc đó bằng cách vẽ thêm bông hoa trên trán, và bông hoa này lại càng khiến bà quyến rũ hơn, các phụ nữ quý tộc thấy thế và bắt chước theo, tạo nên phong cách trang trí đặc trưng của phụ nữ quý tộc nhà Đường. Từ năm Thánh Lịch (698), Uyển Nhi được Võ Tắc thiên giao hoàn toàn trọng trách xử lý tấu chương, tham quyết chính vụ, do đó Uyển Nhi dần có quyền thế bậc nhất triều đình, trở thành nhân vật chính trị quan trọng.

### Đường Trung Tông phi tần
Niên hiệu Thần Long (705), Trương Giản Chi ủng hộ Lý Hiển phát động Thần Long chính biến (唐隆之变), bắt Võ Tắc Thiên thoái vị, phục ngôi cho Đường Trung Tông. Sau cuộc binh biến này, Đường Trung Tông hiểu rõ sắc đẹp và tài năng của Uyển Nhi nên rất sủng ái, phong làm Chiêu dung (昭容), tiếp tục cai quản mảng soạn thảo văn tịch trong cung.
Ở trong cung, Thượng Quan Uyển Nhi thường xuyên đi lại với Vi hoàng hậu cùng con gái là An Lạc công chúa, và còn chia sẻ một tình nhân chung với Vi hậu là Võ Tam Tư - một người cháu của Võ Tắc Thiên. Dưới ảnh hưởng của Uyển Nhi, Trung Tông cùng Vi hậu quyết định sửa chữa chế độ phục dịch, lại vận động triều đình quan chức dâng tôn hiệu cho Trung Tông là Ứng Thiên (应天), Vi hậu là Thuận Thiên (顺天), cả Đế-Hậu cùng có quyền lâm triều nghe chính như Nhị Thánh khi trước. Bên cạnh đó, Uyển Nhi vẫn duy trì chức Chiêu dung trong hoàng cung, lại vừa giữ nhiệm vụ soạn thảo chiếu thư cùng tuyển tập văn thơ như thời Võ Tắc Thiên, có thể thấy Uyển Nhi đã đạt một sự nghiệp chưa từng có với một phi tần bình thường.
Năm Cảnh Long nguyên niên (707), cho rằng Thượng Quan Chiêu dung cấu kết Vi hậu, nâng đỡ An Lạc công chúa lên làm Hoàng thái nữ để kế thừa Hoàng vị, Thái tử Lý Trọng Tuấn giả mạo ý chỉ của Trung Tông, phát động Vũ lâm quân giết chết Võ Tam Tư, sau đó dẫn binh vào hoàng cung lùng bắt Vi hậu, Thượng Quan Uyển Nhi cùng An Lạc công chúa. Uyển Nhi hớt hải đến trước Trung Tông, nói:"Xem ý tứ của Thái tử, là trước hết giết Thượng Quan Uyển Nhi, sau đó lần theo thứ tự trói bắt Hoàng hậu cùng Bệ hạ!", sau đó Uyển Nhi hiến kế khuyên Trung Tông đến Huyền Vũ môn, chiếm được vị trí thuận lợi rồi phái binh vây bắt Thái tử. Nghe theo lời Uyển Nhi, Đường Trung Tông dẫn binh chặn cửa thành, xua quân đánh nhau với quân của Thái tử. Lý Trọng Tuấn thất bại, bị giết chết. Thế nhưng theo mộ chí của bà ghi lại, Thượng Quan Uyển Nhi từng ba lần bốn lượt khuyên gián Đường Trung Tông, phản đối việc lập An Lạc công chúa làm Hoàng thái nữ, thậm chí vì khuyên giải mà muốn xin từ quan, cạo đầu làm ni, đều không được Trung Tông chấp nhận. Cuối cùng bà lấy cái chết can gián. Sau khi uống thuốc độc, nhờ thái y vội vàng chữa trị mới có thể giữ được mạng.
Trước khi binh biến Lý Trọng Tuấn xảy ra, biểu đệ của Uyển Nhi là Vương Dục thấy Uyển Nhi giao du với Võ thị cùng Vi hậu, lo lắng tai họa sẽ ập xuống với Thượng Quan gia, nên có khuyên mẹ của Uyển Nhi là Trịnh phu nhân, hết lời can gián Uyển Nhi. Ban đầu, bà để ngoài tai, nhưng sau sự kiện Lý Trọng Tuấn thì bà bắt đầu để ý đến việc lôi kéo gia tộc họ Lý hơn. Nhờ được lòng Trung Tông và Vi hậu, cuối cùng Thượng Quan Uyển Nhi cũng lật lại được vụ án sai của gia tộc. Ông nội Thượng Quan Nghi được truy tặng Trung thư lệnh, Đô đốc Tần Châu cùng tước Sở Quốc công (楚國公), cha bà Đình Chi được truy tặng chức Hoàng môn Thị lang, Thứ sử Kỳ Châu cùng tước Thiên Thủy Quận công (天水郡公), mẹ Trịnh thị sách phong làm Phái Quốc phu nhân (沛國夫人).
Từ đó, Uyển Nhi thường xuyên khuyên giải Trung Tông, khuyên Hoàng đế mở rộng Thư quán, chuyên quản việc học trong triều, thường xuyên chiêu mộ các văn tài học sĩ, làm giám khảo trong các kỳ thi. Triều đình trong ngoài, ngâm thơ làm phú, theo thành phong trào. Thượng Quan Uyển Nhi còn đam mê sưu tầm thơ họa. Bộ sưu tầm của bà hơn 10.000 cuốn, ướp hương thơm ngát. Trăm năm sau, bộ sưu tầm này dần lưu lạc trong dân gian, nhưng mùi hương vẫn thoang thoảng lưu truyền. Đang lúc đỉnh cao quyền lực, mẹ Uyển Nhi là Trịnh thị qua đời, đặc biệt được truy tặng làm Tiết Nghĩa phu nhân (節義夫人). Để biểu lộ lòng hiếu, Uyển Nhi tự ăn năn, xin Trung Tông giáng vị làm Tiệp dư, lấy kỳ ai điếu, không lâu sau khôi phục.

## Kết cục
Năm Cảnh Long thứ 4 (710), tháng 6, Đường Trung Tông Lý Hiển đột ngột băng hà, triều chính rơi vào tay Vi hậu, người muốn một tay thao túng và trở thành Võ Tắc Thiên thứ hai. Trong lúc Vi hậu đang liên lạc với lực lượng trong dòng họ và thân tín của mình để thực hiện binh biến, thì Thượng Quan Uyển Nhi và Thái Bình công chúa đã cùng bí mật hợp tác soạn thảo một đoạn mật chiếu, lập Lý Trọng Mậu làm Hoàng thái tử kế thừa Hoàng vị, để Tương vương Lý Đán phụ chính, còn Vi hậu làm Hoàng thái hậu, tiến hành nhiếp chính.
Thế lực cân bằng, nhưng Tể tướng Tông Sở Khách (宗楚客) cùng Vi Ôn (韦温) khuyên Vi hậu tiến hành sửa di chiếu, để đoạt quyền như Võ Tắc Thiên khi xưa. Biết được tin này, Lâm Tri vương Lý Long Cơ - con trai Tương vương cùng Thái Bình công chúa thương nghị, quyết định ra tay trước. Ngày 21 tháng 7 cùng năm, Lý Long Cơ phát động chính biến, đánh vào cung, giết chết An Lạc công chúa và Vi hậu cũng như toàn bộ đồng đảng của bà ta. Cùng ngày hôm ấy, Lý Long Cơ cùng Thái Bình công chúa tôn Lý Đán lên ngôi, tức Đường Duệ Tông.
Khi đó, Thượng Quan Uyển Nhi dẫn cung nhân ra nghênh đón. Sau đó, bà đưa chiếu thư mà mình soạn cùng Thái Bình công chúa cho Lưu U Cầu (劉幽求) xem, chứng minh mình cùng phe với tôn thất Lý Đường. Nhưng Lý Long Cơ lại không đồng ý, khăng khăng ban chiếu giết Thượng Quan Uyển Nhi. Lúc bấy giờ, bà gần 46 tuổi.
Năm Cảnh Vân nguyên niên (710), ngày 24 tháng 8, Đường Duệ Tông khôi phục danh hiệu Chiêu dung cho Thượng Quan Uyển Nhi. Sang năm thứ 2 (711), ban thụy hiệu là Huệ Văn (惠文). Theo Đường hội yến (唐会要) ghi lại, thì việc bà khôi phục Chiêu dung và ban thụy hiệu là diễn ra cùng lúc năm Cảnh Vân thứ hai. Tuy nhiên tháng 9 năm 2013, lăng mộ Thượng Quan Uyển Nhi được khai quật, trên mộ có ghi "Cố Chiêu dung Đại Đường", có thể xác nhận mộ được hoàn thành vào tháng 8 cùng năm, tức sau khi Uyển Nhi chết không lâu đã được khôi phục danh hiệu Chiêu dung, chứ không phải sau khi bà mất đến 2 năm.
Theo y chế, bà được an táng theo lễ Chiêu dung ở huyện Hàm Dương, Ung Châu. Việc bà bị Lý Long Cơ xử tử dù đã quy hàng khiến Thái Bình công chúa vô cùng tiếc thương, phái người đi lễ tế, suất tiền vàng cùng 500 thớt lụa quý. Khai Nguyên năm thứ nhất, Lý Long Cơ (có thuyết nói là Thái Bình công chúa) đã phái người thu gom những tác phẩm thơ văn của Thượng Quan Uyển Nhi, biên tập thành hai mươi cuốn Đường Chiêu Dung Thượng Quan Thị văn tuyển tập.

## Đánh giá

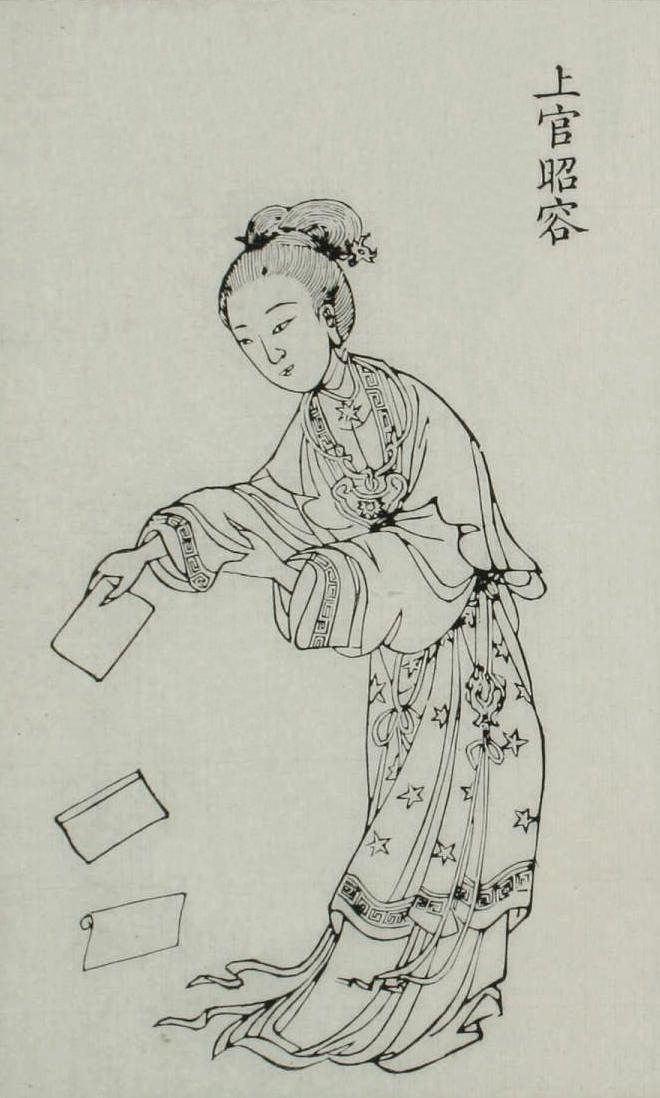
Thượng Quan Chiêu dung

Tài hoa thi họa không thua kém bất kỳ trang nam tử nào, cuộc đời Thượng Quan Uyển Nhi trở thành đề tài thảo luận phổ biến. Có người khen tài văn chương của bà, có người phê bình lối sống phóng đãng, có người vô cùng tôn sùng, cũng có người cực hạn khinh bỉ. Hơn nữa, hai mươi bảy năm sống cùng Võ Tắc Thiên cũng khiến cuộc đời bà bị bàn tán say sưa.
Các sử gia Nho giáo đều thể hiện Uyển Nhi là người nịnh hót quyền quý, thao túng chính trị. Nhưng đối với văn nhân thế hệ sau mà nói, Thượng Quan Uyển Nhi là biểu tượng văn phong của cả một thời đại. Bà không chỉ có tài hoa thơ ca tuyệt mỹ, hơn nữa còn biết tuyển dụng nhân tài, bình luân thi văn, đồng thời khởi xướng các hoạt động văn học, là người tiên phong trong các phong trào thơ ca thời Trung Tông.
Đối với mối quan hệ của Uyển Nhi cùng Võ Tam Tư và Thôi Thực, những người tình nổi tiếng của bà, điều này xuất phát từ Cựu Đường Thư, trong đó có một câu: "Lúc tuổi già cùng với bên ngoài thông kết đảng, tập trung quyền thế." Chữ 'thông' này có thể là tư thông, cũng có thể chỉ là giao tiếp tới lui, không thể chỉ vì vậy mà kết luận Uyển Nhi có mối quan hệ phóng đãng với bên ngoài. Thực tế, các tư liệu chính sử đều có phần khiếm khuyết, tuy không ai có thể chắc chắn, song có thể khẳng định, Thượng Quan Uyển Nhi trong thực tế khác xa với những gì mà sách sử đời sau lưu lại. Những khác biệt này có thể hình thành do quá trình các sử gia ghi chép, có ác cảm đặc biệt với việc phụ nữ tham gia chính sự, dần dần có tính công kích.
Đối với việc Thượng Quan Uyển Nhi trở thành Chiêu dung, Thôi Thụy Đức đã từng đưa ra giả thuyết, đây có thể là chiêu bài của Đường Trung Tông Lý Hiển sau khi lên ngôi. Bởi địa vị của Uyển Nhi lúc đó là rất cao, với kinh nghiệm và tài trí của mình, bà xứng đáng được trọng dụng, song lại không thể phong quan tước cho nữ nhân. Vì vậy danh nghĩa là sắc phong Chiêu dung, nhưng lại lập dinh thự ở ngoài cung, việc này đối với phi tần thật sự trong hậu cung là chuyện không thể xảy ra.
Có một thực tế là, sự có mặt của Thượng Quan Uyển Nhi góp công rất lớn trong việc khôi phục triều đại Lý Đường, cũng như những đóng góp của bà cho nền văn học thời kỳ đó là không thể chối cãi.
Bài tựa của Yên Quốc Công Trương Duyệt viết trong "Phong Nhã chi thanh, Lưu ư lai diệp" có đoạn:
| “ | …Người nầy có trí tuệ nhạy bén, sáng suốt, học thức rộng sâu. Văn chương lưu loát, ý tứ thâm trầm, múa bút tợ mây bay, câu văn như gấm dệt. Trước có bà Ban (chỉ Ban Chiêu) tài ba viết sử, nay có Nữ Thượng Thư quyết đoán công việc thần tình. Bà Chiêu Dung (Thượng Quan Uyển Nhi) phục vụ hai trào tốt đẹp. Giải quyết nhanh gọn, tiếp xúc khéo léo. Đời Hán ca tụng người đẹp họ Ban, chưa chắc tài ba bằng Thượng Chiêu Dung: một lẽ là văn chương kiệt xuất, hai là công lao phụ tá cho vua không nhỏ… | ” |

Người đời khen tặng Uyển Nhi:
Khuê gian hữu kỳ nữ,
Ý thái mạn thanh tân.
Chấp xứng xứng thiên hạ,
Hoài thư thư Hán Tần.
Ân ân lao án độc,
Mạch mạch niệm li nhân.
Đạm đãng giang hồ viễn,
Thuỳ kham đạo khổ tân ?
- Dịch:

Nữ nhi có bậc kỳ tài,
Dung nghi đẹp đẽ, văn bài thanh tân.
Tài năng thiên hạ khó cân,
Ghi tên sử sách, Hán Tần chẳng thua.
Công lao giúp nước phò vua,
Văn chương bình phẩm, cợt đùa, ngợi khen.
Hồng nhan bạc mệnh có tên,
"Nữ lưu cân quắc" ai quên được nào ?

## Tác phẩm
Thượng Quan Chiêu dung nổi tiếng hay chữ, nhưng thơ ca để lại không nhiều do thất lạc. Chỉ còn loạt 24 câu bài Du Trường Ninh công chúa Lưu Bôi trì (遊長寧公主流杯池其) để tán thưởng Lưu Bôi trì xa hoa do Trường Ninh công chúa xây, hoặc Thái thư oán.
| 彩書怨 ... 葉下洞庭初， 思君萬里餘。 露濃香被冷， 月落錦屏虛。 欲奏江南曲， 貪封薊北書。 書中無別意， 惟悵久離居。 | Thái thư oán ... Diệp hạ Động Đình sơ, Tư quân vạn lý dư. Lộ nùng hương bị lãnh, Nguyệt lạc cẩm bình hư. Dục tấu Giang Nam khúc, Tham phong Kế Bắc thư. Thư trung vô biệt ý, Duy trướng cửu ly cư. | Bài văn ai oán ... Lá Động Đình vừa rụng Nhớ ai muôn dặm ngàn Chăn thơm đầm móc lạnh Vách tía ánh trăng tàn Lựa khúc Giang Nam ấy Mong thư Kế Bắc sang Lời lời toàn biệt ý Mãi mãi chỉ xa chàng. |

Tương truyền, Võ Tắc Thiên truyền gọi Uyển Nhi lên điện và sai làm bài thơ theo đề hoa lụa, bà viết bài thơ này ra giấy, gọi Tiễn thái hoa. Tắc Thiên đọc xong khen hay và hỏi hai câu cuối ý là sao. Uyển Nhi đáp thơ không có cách hiểu nhất định mà tuỳ người đọc, nếu bệ hạ nói thần ném đá giấu tay thì thần cũng không dám cãi. Mọi người có mặt ở đó đều cho rằng Uyển Nhi sẽ gặp đại hoạ vì câu nói đó, nhưng Tắc Thiên đứng dậy nói rất thích tính cách của Uyển Nhi.
Nguyên văn bài thơ
| 剪彩花 ... 密葉因栽吐， 新花逐剪舒。 攀條雖不謬， 摘蕊詎智虛。 春至由來發， 秋還未肯疏。 借問桃將李， 相亂欲何如？ | Tiễn thái hoa ... Mật diệp nhân tài thổ, Tân hoa trục tiễn thư. Phan điều tuy bất mậu, Trích nhị cự trí hư. Xuân chí do lai phát, Thu hoàn vị khẳng sơ. Tá vấn đào tương lý, Tương loạn dục hà như? | Hoa lụa ... Mau lá do tay cắm, Hoa bầu dãn mỗi li. Vin cành không bậy dẫu, Ngắt nhuỵ có khôn gì. Xuân đến đà đương nở Thu về chẳng mất đi Hỏi đây đào với mận Lẫn lộn sẽ ra gì? |

## Truyền thuyết

### Hồng mai trang
Đối với câu chuyện về bông hoa đỏ trên trán Uyển Nhi, sau này đã trở thành biểu tượng của phụ nữ thời nhà Đường, có rất nhiều tích khác nhau. Từ tiểu thuyết tên Dậu Dương tạp trở (酉阳杂俎) của thi sĩ Đoạn Thành Thức (段成式), Uyển Nhi do phạm tội (không rõ tội gì) mà bị xăm trên trán, từ đó nữ nhân thiên hạ đều bắt chước theo.
Sách tiểu thuyết diễm tình tên Khống Hạc giám bí ký (控鹤监秘记) của Trương ký (张垍) kể lại, Thượng Quan Uyển Nhi có tư tình với Trương Xương Thông, nam sủng của Võ Tắc Thiên, cả hai gian díu và bị bắt gặp. Võ Tắc Thiên cho khắc hình trên trán bà. Qua rất nhiều thuyết, tất cả đều nói bà bị phạt khắc hình trên trán nhưng chưa thành hình thù gì, Thượng Quan uyển Nhi sau đó để che sự xấu xí của vết thẹo, đã tô trang chỗ ấy thành hình hoa mai màu đỏ rất đẹp, điều này càng khiến Uyển Nhi trông xinh đẹp lạ thường. Từ đấy phụ nữ trong thiên hạ bắt chước theo, gọi là Hồng Mai trang (红梅妆).

### Mộc Môn tự đề thi
Câu chuyện tình của Thượng Quan Uyển Nhi và Chương Hoài Thái tử Lý Hiền cũng có nhiều tiêu bản được dân gian ca tụng.
Tương truyền, khi vừa cập kê, Uyển Nhi đã đem lòng yêu mến Thái tử, nhưng Thái tử đã có thê thiếp, còn Uyển Nhi lại được Võ hậu trọng dụng. Sau này Lý Hiền bị biếm làm thứ dân, phải đi lưu đày qua Ba Châu, từng ở tại Mộc Môn tự (木門寺) (nay ở Vượng Thương, Quảng Nguyên, Tứ Xuyên). Trong Mộc Môn tự có một cái tảng đá phơi kinh Phật, đề rằng Sái Kinh thạch (晒经石), và Lý Hiền tiện tay viết xuống một vầng thơ:
| Nguyên văn ... 明允受谪庶巴州， 身携大云梁潮洪. 晒经古刹顺母意， 堪叹神龙云不逢. | Phiên âm ... Minh duẫn thụ trích thứ ba châu, Thân huề đại vân lương triều hồng. Sái kinh cổ sát thuận mẫu ý, Kham thán thần long vân bất phùng. |

Vầng thơ của Lý Hiền cảm khái cho hoàn cảnh của chính mình. Khi Thượng Quan Uyển Nhi đến Ba Châu thăm Lý Hiền, giữa đường nghe tin Lý Hiền bị hại chết, liền làm một bài thơ tiếc thương Lý Hiền ở đây trên Sái Kinh thạch, tên gọi Do Ba Nam phó Tĩnh Châu (由巴南赴静州):
| Nguyên văn ... 米仓青青米仓碧， 残阳如诉亦如泣。 瓜藤绵瓞瓜潮落， 不似从前在芳时。 | Phiên âm ... Mễ thương thanh thanh mễ thương bích, Tàn dương như tố diệc như khấp. Qua đằng miên điệt qua triều lạc, Bất tự tòng tiền tại phương thời. |

## Lăng mộ
Tháng 9 năm 2013, viện khảo cổ Thiểm Tây tuyên bố đã phát hiện được lăng mộ của Thượng Quan Uyển Nhi, trên mộ chí có đề Đại Đường Cố Chiêu dung Thượng Quan thị mộ chí minh tịnh tự (大唐故昭容上官氏墓志铭并序). Mộ nằm cách di chỉ thành Trường An chỉ khoảng 25 km, quy mô không lớn, vật bồi táng không nhiều. Chí văn gần một ngàn chữ, có ghi lại cuộc đời cũng như thân thế của Thượng Quan Chiêu dung. Căn cứ theo mộ chí, Thượng Quan Uyển Nhi được mai táng vào tháng 8 năm 710, tương ứng với tư liệu lịch sử.
Năm 2014, toàn bộ văn tự trên mộ chí Thượng Quan Uyển Nhi được công bố, cũng đồng thời làm rõ tính chân thật của nhân vật lịch sử này. Theo mộ chí, Uyển Nhi 13 tuổi được phong làm Tài nhân, 42 tuổi sắc phong làm Chiêu dung. Bên cạnh đó, văn tự trên mộ chí còn kể lại việc Thượng Quan Uyển Nhi khuyên can Đường Trung Tông không lập An Lạc công chúa làm Hoàng thái nữ, thậm chí lấy cái chết can gián. Các chuyên gia sử học đều cho rằng, mộ ký lần này đã giúp ích rất nhiều cho việc nghiên cứu cuộc đời Thượng Quan Uyển Nhi, càng giúp mọi người tiếp cận chân tướng thật sự trong lịch sử.
Nguyên văn bài minh:
大唐故昭容上官氏墓志铭并序
夫道之妙者，乾坤得之而为形质；气之精者，造化取之而为识用。挻埴陶铸，合散消息，不可备之于人，备之于人矣，则光前绝后，千载其一。

婕妤姓上官，陇西上邽人也。其先高阳氏之后。子为楚上官大夫，因生得姓之相继；女为汉昭帝皇后，富贵勋庸之不绝。曾祖弘，随〔隋〕藤〔滕〕王府记室参军、襄州总管府属、华州长史、会稽郡赞持、尚书比部郎中，与谷城公吐万绪平江南，授通议大夫。学备五车，文穷三变。曳裾入侍，载清长坂之衣冠；杖剑出征，一扫平江之氛祲。祖仪，皇朝晋府参军、东阁祭酒、弘文馆学士、给事中、太子洗马、中书舍人、秘书少监、银青光禄大夫、行中书侍郎、同中书门下三品，赠中书令、秦州都督、上柱国、楚国公、食邑三千户，波涛海运，崖岸山高，为木则揉作良弓，为铁则砺成利剑。采摭殚于糟粕，一令典籍困穷；错综极于烟霞；载使文章全盛。至于跨蹑簪笏，谋猷庙堂，以石投水而高视，以梅和羹而独步，官寮府佐，问望相趋，麟阁龙楼，辉光递袭，富不期侈，贵不易交。生有令名，天书满于华屋；没有遗爱，玺诰及于穷泉。父庭芝，左千牛、周王府属，人物本源，士流冠冕。宸极以侍奉为重，道在腹心；王庭以吐纳为先，事资喉舌。落落万寻之树，方振国风；昂昂千里之驹，始光人望。属楚国公数奇运否，解印褰裳，近辞金阙之前，远窜石门之外，并从流迸，同以忧卒。赠黄门侍郎、天水郡开国公、食邑三千户。访以荒陬，无复藤城之榇；藏之秘府，空馀竹简之书。

婕妤懿淑天资，贤明神助。诗书为苑囿，捃拾得其菁华；翰墨为机杼，组织成其锦绣。年十三为才人，该通备于龙蛇，应卒逾于星火。先皇拨乱反正，除旧布新，救人疾苦，绍天明命。神龙元年，册为昭容。以韦氏侮弄国权，摇动皇极。贼臣递构，欲立爱女为储，爱女潜谋，欲以贼臣为党。昭容泣血极谏，扣心竭诚，乞降纶言，将除蔓草。先帝自存宽厚，为掩瑕疵，昭容觉事不行，计无所出。上之，请擿伏而理，言且莫从；中之，请辞位而退，制未之许；次之，请落发而出，卒刀挫衅；下之，请饮鸩而死，几至颠坠。先帝惜其才用，慜以坚贞，广求入腠之医，才救悬丝之命，屡移朏魄，始就痊平。表请彰为婕妤，再三方许。暨宫车晏驾，土宇衔哀。政出后宫，思屠害黎庶；事连外戚，欲倾覆宗社。皇太子冲规参圣，上智伐谋，既先天不违，亦后天斯应，拯皇基于倾覆，安帝道于艰虞。昭容居危以安，处险而泰。且陪清禁，委运于乾坤之间；遽冒钴锋，亡身于仓卒之际。时春秋四十七。皇鉴昭临，圣慈轸悼，爰适制命，礼葬赠官。太平公主哀伤，赙赠绢五百匹，遣使吊祭，词旨绸缪。以大唐景云元年八月二十四日，窆于雍州咸阳县茂道乡洪渎原，礼也。龟龙八卦，与红颜而并销；金石五声，随白骨而俱葬。
其词曰：
巨阀鸿勋，长源远系，冠冕交袭，公侯相继。爰诞贤明，是光锋锐，宫闱以得，若合符契。其一。

潇湘水断，宛委山倾，珠沉圆折，玉碎连城。甫瞻松槚，静听坟茔，千年万岁，椒花颂声。其二。

## Xem Thêm
- Võ Tắc Thiên
- Đường Trung Tông
- Đường Huyền Tông
- Ban Chiêu